# Lille Métropole Basket Clubs
Il Lille Métropole Basket Clubs è una società cestistica avente sede a Lilla, in Francia. Fondata nel 1994, gioca nel campionato francese.
Disputa le partite interne nel Palais Saint Sauveur, che ha una capacità di 1.700 spettatori.